# Christian Juel (Mathematiker)
Christian Sophus Juel (* 25. Januar 1855 in Randers; † 24. Januar 1935 in Kopenhagen) war ein dänischer Mathematiker, der sich mit Geometrie befasste.

## Leben
Juel war der Sohn eines Richters, verlor seinen Vater aber schon, als er ein Jahr alt war. Er ging in Svendborg zur Schule und studierte ab 1871 am Polytechnikum in Kopenhagen und ab 1876 Mathematik an der Universität Kopenhagen. 1879 machte er seinen Abschluss und 1885 wurde er promoviert mit einer geometrischen Arbeit Inledning i de imaginaer linies og den imaginaer plans geometrie. Ab 1894 unterrichtete er am Polytechnikum, an dem er 1897 eine volle Professur erhielt. Außerdem unterrichtete er an der Universität.
Juel arbeitete über Projektive Geometrie (wo er von Karl von Staudt ausging und unabhängig zu ähnlichen Resultaten wie Corrado Segre kam), algebraische Kurven, Polyeder und ovale Flächen. Neben einer Monographie über Projektive Geometrie veröffentlichte er auch mehrere Schulbücher. Er entdeckte 1897, dass der Däne Caspar Wessel als Erster eine geometrische Interpretation der komplexen Zahlen veröffentlichte.
1889 bis 1915 war er Herausgeber der Matematisk Tidsskrift. 1899 wurde er zum Mitglied der Königlich Dänischen Akademie der Wissenschaften gewählt. 1929 wurde er Ehrendoktor in Oslo und 1925 Ehrenmitglied der Mathematical Association.
Juel heiratete die Tochter des Mathematik- und Astronomieprofessors Thorvald Nicolai Thiele.

## Schriften
- Vorlesungen über Projektive Geometrie mit besonderer Berücksichtigung der von Staudtschen Imaginärtheorie, Grundlehren der mathematischen Wissenschaften, Springer Verlag 1934, Online
- Vorlesungen über Mathematik für Chemiker, Kopenhagen 1890
- Elementar stereometri, Kopenhagen, 1896
- Analytisk stereometri, Kopenhagen, 1897
- Ren og anvendt aritmetik, Kopenhagen 1902
- Forlaesinger over rationel mekanik, Kopenhagen 1913, 2. Auflage 1920
- Grundgebilde der projectiven Geometrie, Acta Mathematica, Band 14, 1890, Online
- Über die Parameterbestimmung von Punkten auf Curven 2. und 3.Ordnung. Eine geometrische Einleitung in die Theorie der logarithmischen und elliptischen Functionen, Mathematische Annalen, Band 47, 1896, 72–104 Online